# Roeland Anthonie Kollewijn
Roeland Anthonie Kollewijn (Amersfoort, 30 maart 1857 – Helmond, 7 februari 1942) was een Nederlandse taalkundige. Hij is bovenal bekend geworden door zijn artikel uit 1891 over Onze lastige spelling, waarin hij een voorstel doet voor een nieuwe Nederlandse spelling.

## Moderne spelling
Veel van de door hem voorgestelde vereenvoudigingen zijn in de periode 1934-1954 opgenomen in de officiële Nederlandse spelling, zoals mensen wensen boze preken in plaats van het toenmalige menschen wenschen booze preeken. Ook alfabet, ether en rachitis in plaats van alphabet, aether en rhachitis komen uit Kollewijns voorstellen, evenals het weglaten van de naamvals-n in verbuigingen: de boeken van die aardige kleine jongen in plaats van de boeken van dien aardigen kleinen jongen.
Voorstellen van Kollewijn die het niet gehaald hebben, zijn de uitgangen -ies (ter verbetering van -isch met de onuitgesproken ch) en -lik (in plaats van -lijk en analoog aan -lig). Verder, in zijn eigen woorden: 'Ook schrijve men tans, altans, tee (zonder h), ert (zonder w), besje (zonder t).'
Voor de spelling van de bastaardwoorden stelde hij velerlei wijzigingen voor, die voor een deel zijn ingevoerd en voor een deel niet. Er is een tijd geweest waarin voor veel bastaardwoorden een voorkeurspelling en een ook officieel toegelaten alternatieve spelling bestond, maar dat is in 1996 teruggedraaid. De alternatieven waren veelal kollewijniaans en zijn in sommige kringen volop in gebruik geweest. Ook werd in Vlaanderen veel minder de voorkeurspelling gebruikt, en dus veel meer kollewijniaans gespeld, dan in Nederland. In Zuid-Afrika werd deze spelling – met goedkeuring uit Nederland en Vlaanderen – in 1905 zelfs officieel ingevoerd Deze spelling, de Vereenvoudigde Nederlandse Spelling genoemd, vormt nu een van de vijf grondbeginselen van het Afrikaans, dat vaak fonetisch wordt gespeld.
Wie de spelling van Kollewijn in gebruik wil zien, leze bijvoorbeeld Paul van Ostaijen in de oorspronkelijke versies (verzies).